# Aeroportul Syktyvkar
Aeroportul Syktyvkar (IATA: SCW, ICAO: UUYY) este un aeroport din Sîktîvkar, Syktyvkar Urban Okrug⁠(d), Republica Komi, Rusia ce deservește zona Sîktîvkar. Aeroportul a fost tranzitat în 2021 de 546.954 de pasageri. A fost numit după Pyotr Istomin⁠(d).
Situat la o altitudine de 99 m, aeroportul dispune de 1 pistă. Este operat de Komiaviatrans⁠(d).

## Infrastructură

### Piste
Aeroportul dispune de o singură pistă. Pista 01/19 are suprafața de asfalt și dimensiunile 2.500 m × 45 m. 